# Marutharode
Marutharode es una ciudad censal situada en el distrito de Palakkad en el estado de Kerala (India). Su población es de 24963 habitantes (2011). Se encuentra a 7 km de Palakkad y a 70 km de Thrissur.

## Demografía
Según el censo de 2011 la población de Marutharode era de 24963 habitantes, de los cuales 12304 eran hombres y 12659 eran mujeres. Marutharode tiene una tasa media de alfabetización del 89,67%, inferior a la media estatal del 94%. la alfabetización masculina es del 93,72%, y la alfabetización femenina del 85,78%.